# حورية (حشرات)

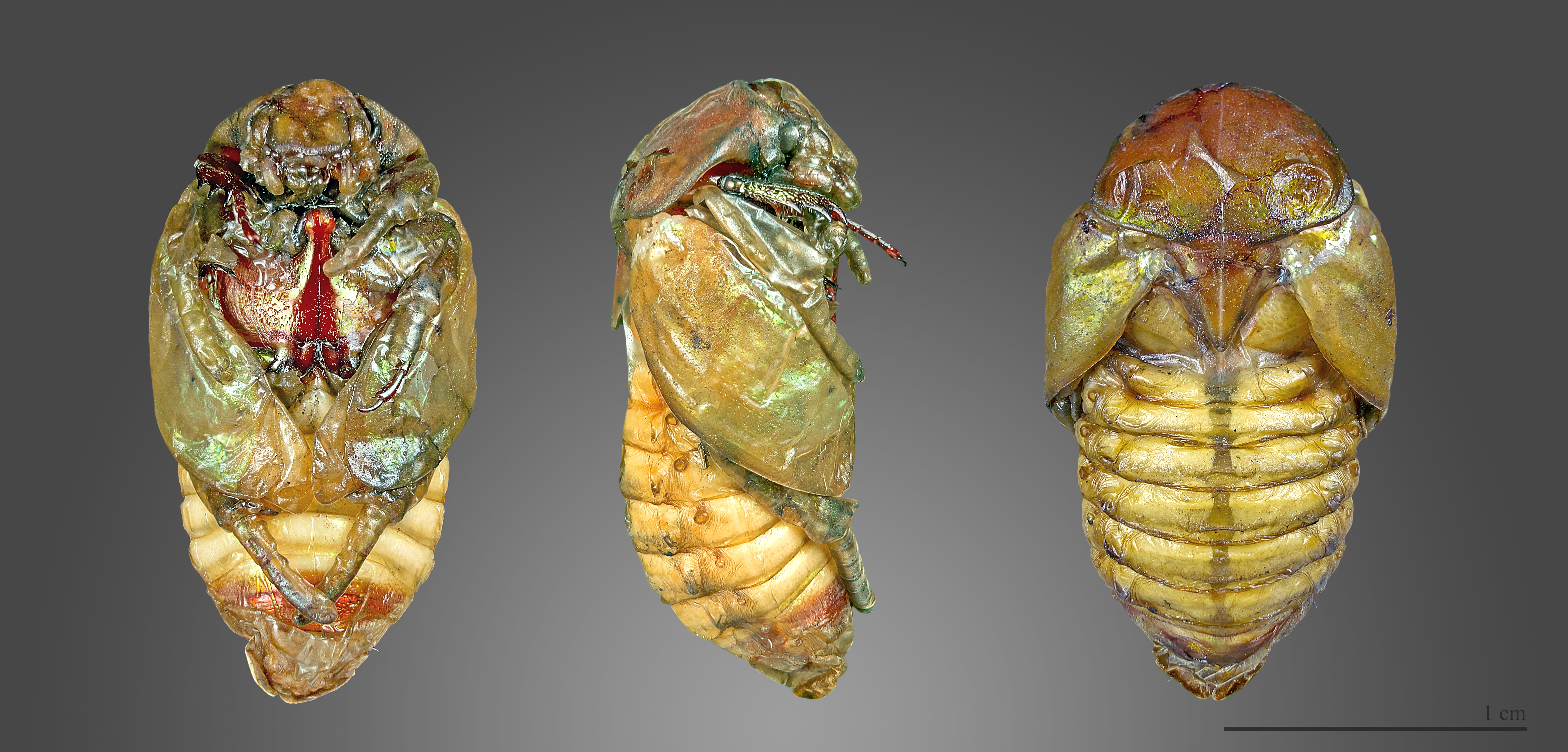
حورية الجعل الذهبي

الحورية هي المرحلة الأولية من حياة الحشرات ذوات التطور الناقص إذ تتفقع من البيضة حشرة صغير جداً تشبه الحشرة البالغة باستثناء أن أجنحتها وأعضاء التناسل تكون غير مكتملة.